# Bernard Forest de Belidor

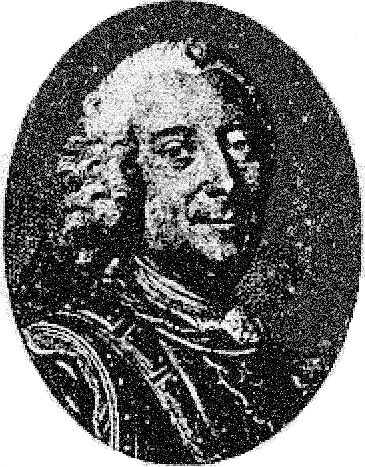
Bernard Forest de Bélidor

Bernard Forest de Bélidor (1693–1761) – francuski matematyk i inżynier. Autor pierwszych podstawowych podręczników z dziedziny budownictwa wodnego oraz wojskowego. Wniósł znaczący wkład w rozwój hydrauliki.

## Życiorys
W młodości służył we francuskiej armii. Interesował się wieloma dziedzinami wiedzy, między innymi balistyką, artylerią, budową fortyfikacji, inżynierią. Jego najważniejszą pracą jest Architecture hydraulique.